# サン＝ナボール
サン＝ナボール （Saint-Nabor）は、フランス、グラン・テスト地域圏、バ＝ラン県のコミューン。アルザスがドイツ帝国領であった1871年から1918年までは、17世紀にフランスに併合される以前のドイツ語名ザンクト＝ナボル（Sankt-Nabor）となっていた。

## 地理
サン＝ナボールはサント＝オディール山の麓にある。ストラスブールの南西30kmのところにある。

## 歴史

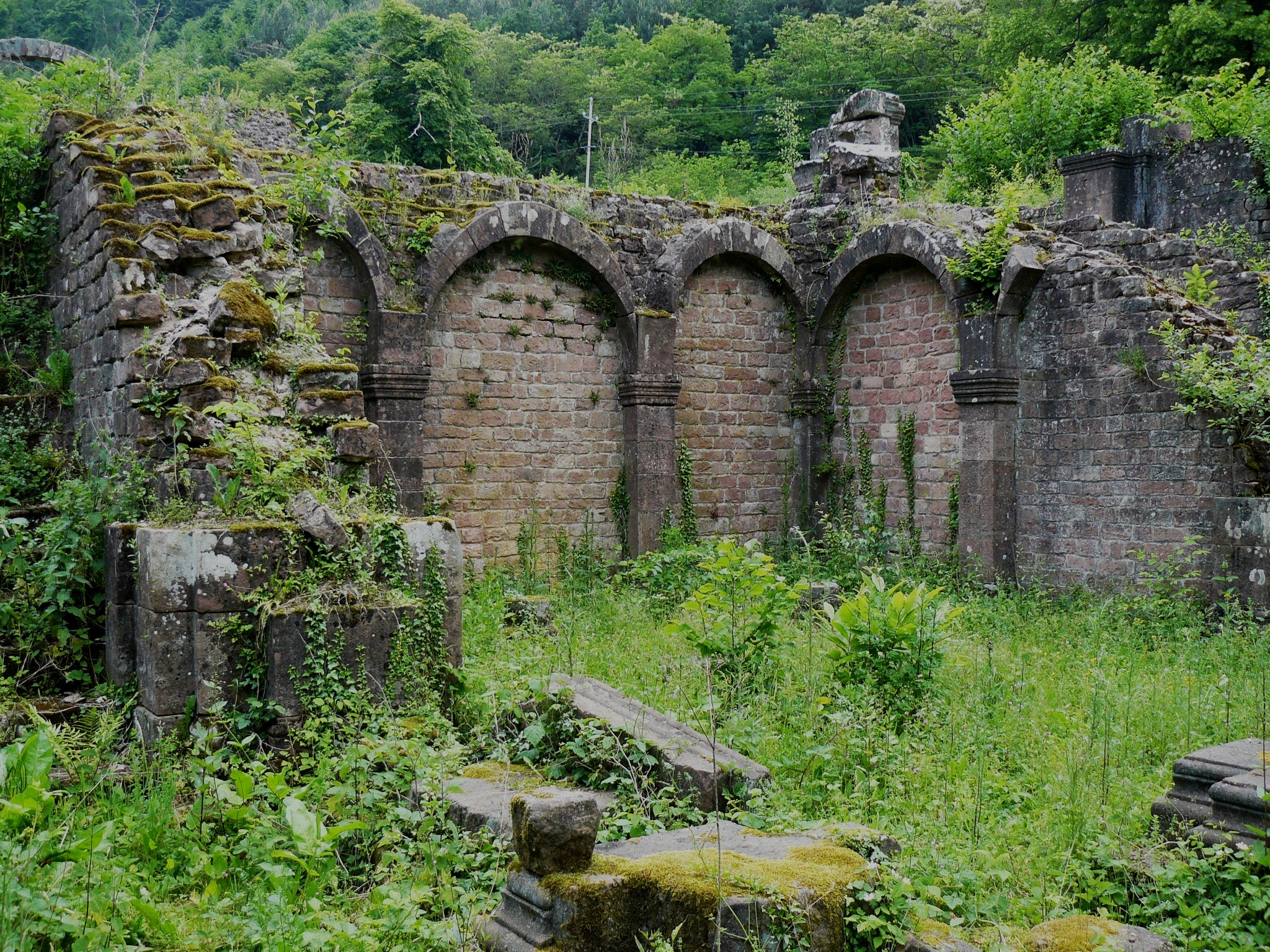
修道院の廃墟

サン＝ナボールとは殉教したキリスト教徒の兵士の名である。彼の遺体は764年にメス司教クロドガングによって修道院に納められた。村の存在は、クロドガングがローマから聖ナボールの遺体を移した8世紀に記された。1050年、オエンブール修道院が村を領地とした。サン＝ナボールは、今は廃墟となっているニーデルミュンステール修道院に属した。1543年に修道院が解散すると、村はストラスブール大聖堂の参事会に依存し、施設の所有はフランス革命まで続いた。サン＝ナボールの教区は1666年まで独立したままであった。

## 史跡
- ニーデルミュンステール修道院 - 700年代に聖オディールがオエンブールへ行けない巡礼者のため創設。カール大帝が奇跡の十字架を寄進後、巡礼地となり、1016年以降は修道院長を修道院が選ぶ権利を神聖ローマ皇帝から授けられた。16世紀の宗教改革とドイツ農民戦争で火事にみまわれ廃墟となった。
- サン＝ニコラ礼拝堂 - 巡礼者の施療所付属礼拝堂
- オットロット＝サン＝ナボール採石場 - 17世紀以降、ここで採取された固い石は道路工事や鉄道敷設に用いられた

## 人口統計
| 1962年 | 1968年 | 1975年 | 1982年 | 1990年 | 1999年 |
| ------ | ------ | ------ | ------ | ------ | ------ |
| 215    | 235    | 246    | 351    | 434    | 479    |

参照元:INSEE